# Кёнигсбах-Штайн
Кёнигсбах-Штайн (нем. Königsbach-Stein) — община в Германии, в земле Баден-Вюртемберг. 
Подчиняется административному округу Карлсруэ. Входит в состав района Энц.  Население составляет 9772 человека (на 31 декабря 2010 года). Занимает площадь 33,72 км².

## Фотографии

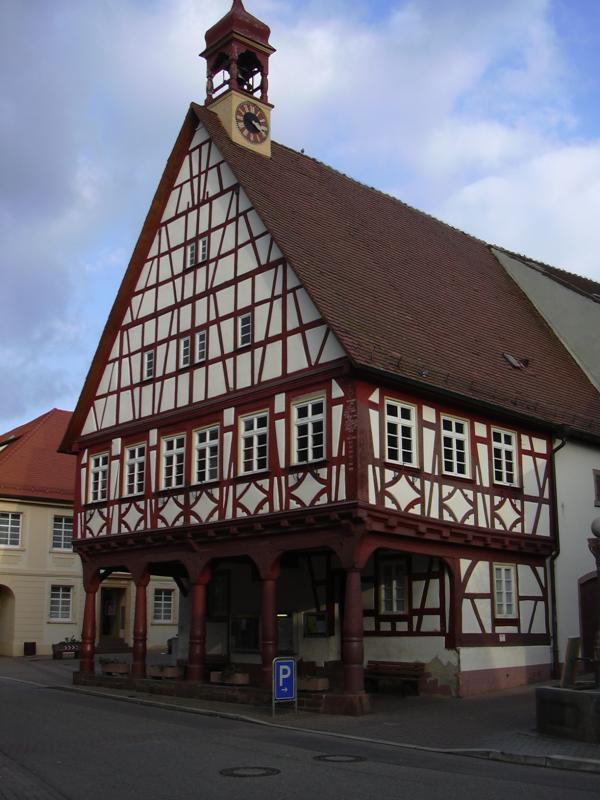
Ратуша
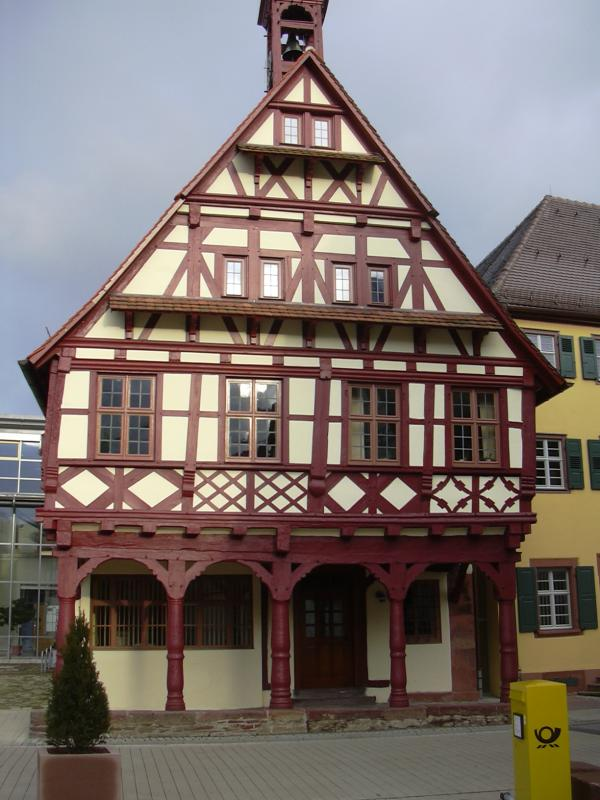
Ратуша
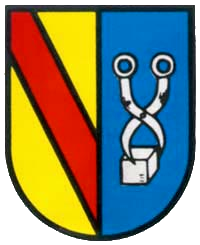
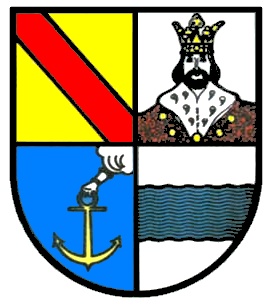